# Toni Brutscher Trio
Das Toni-Brutscher-Trio war ein in den 1950er und 1960er Jahren bekanntes Trio aus Oberstdorf. Es bestand aus Toni Brutscher (Ziehharmonika), Toni Gruber (Gitarre) und Ottomäx Titscher (Bassgeige). Zusammen mit dem Trettach-Trio gehörte das Toni-Brutscher-Trio zu den Pionieren in der Allgäuer Trio-Musik.
Gegründet wurde das Toni-Brutscher-Trio 1949 anlässlich eines geselligen Abends bei Sepp Weiler auf der Hochleite bei Oberstdorf. An diesem Abend fanden sich der  Skispringer Toni Brutscher, der Gastwirt Toni Gruber und der Leiter der Oberstdorfer Skischule Ottomäx Titscher zusammen und erhielten so viel Beifall für ihren ersten Auftritt, dass das Trio in der Folgezeit sehr bekannt wurde und in vielen Städten Deutschlands sowie in Rundfunk und Fernsehen auftrat.

## Titel (Auswahl)
Das Toni-Brutscher-Trio verwendete hauptsächlich Volksgut aus dem Allgäu und der Schweiz, textete aber auch einige Lieder selbst:
- Flugschanzen-Polka
- Schwändeler

## Diskografie (Auswahl)
- Urlaubsgrüße aus Oberstdorf, Single Telefunken
- TRIO TONI BRUTSCHER, Single Hohner Record
- Trio Toni Brutscher, Single Teldec 66.10295
- Trio Toni Brutscher, Single Teldec 66.10297
- Zum Andenken an Toni, Single Teldec 66.10294
- Zum Andenken an Toni, Single Teldec 66.10296

## Kuriosum
Die Aufnahmen zur Schallplatte Urlaubsgrüße aus Oberstdorf mussten mehrfach verschoben werden, weil zunächst die Ziehharmonika von Toni Brutscher von der Rappenseehütte 50 Meter tief abstürzte und dabei völlig zerstört wurde und der Aufnahmetermin verschoben werden musste, bis der Hersteller eine neue Ziehharmonika geliefert hat. Einen Tag vor dem nächsten Aufnahmetermin brach sich Ottomäx Titscher den rechten Arm, was eine erneute Terminverschiebung notwendig machte.